# Anna Elissa Radke
 (juin 2022).
Si vous disposez d'ouvrages ou d'articles de référence ou si vous connaissez des sites web de qualité traitant du thème abordé ici, merci de compléter l'article en donnant les références utiles à sa vérifiabilité et en les liant à la section « Notes et références ».
Pour les articles homonymes, voir Radke.
Anna Elissa Radke (ou Anne-Ilse Radke), née à Hambourg le 21 juin 1940, est une philologue, philosophe, théologienne et poétesse latine contemporaine de nationalité allemande.

## Biographie
Elle étudie d'abord dans sa ville natale puis à l'université de Marbourg où elle suit les cours de philosophie, de philologie classique (lettres grecques et latines) ainsi que de théologie chrétienne (évangélique).
Elle devient ensuite enseignante et commence à publier de la poésie en allemand et en latin. Elle est une des plus importantes poètes de langue latine contemporains.

## Publications
- Musa exsul, 1982.
- Mein Marburger Horaz, 1990.
- Katulla, 1992.
- Harmonica vitrea, 1992.
- In reliquiis Troiae, 1995.
- Ars paedagocica, 1998.
- « Ad Ingam Pessarra sexagenariam », Melissa, no 95,‎ 2000, p. 13.
- « Ad Patrem Caelestem Eichenseer morbo diabetae laborantem », Melissa, no 95,‎ 2000, p. 13.
- « Ad Franciscam (Deraedt) », Melissa, no 95,‎ 2000, p. 13.
- « Carmen consolatorium Alano (van Dievoet) (la) dedicatum », Melissa, no 99,‎ 2000, p. 5.
- « Vertumnus et Pomona. Carmen Valahfrido (Stroh) et Soniae dedicatum », Melissa, no 99,‎ 2000, p. 5.
- Hoc praedicat sol oriens, Septimana Latina Amoeneburgensis et L.V.P.A, 2000, 24 pp.
- « Ad merulam quandam Bruxellensem », Melissa, no 101,‎ 2001, p. 15.
- « Pour Madame le Professeur Jacqueline Hamesse », Melissa, no 103,‎ 2001, p. 14.
- « Discipulis lingua Latina non colenda est, sed linguae Latinae discipuli! », Melissa, no 104,‎ 2001, p. 8-12.
- « De pugna contra terrorismum », Melissa, no 104,‎ 2001, p. 16.
- « Ad festum Nativitatis Christi in Bactria celebratum a. MMI », Melissa, no 106,‎ 2002, p. 9.
- « Ad Norbertum Thiel obiit d. 15. m. jul. a. 2008 / Idibus Juliis a. MMVIII° », Melissa, no 145,‎ 2008, p. 6.
- Cantica spiritualia. Geistliche Lieder, 2009, 115 p..
- Iubila natalicia vel antithreni, 2009.
- O Täler weit... O valles patulae, 2010.
- « Ad nationem Aegyptiam (11.02.2011) », Melissa, no 161,‎ 2011, p. 15.
- Laudes Ucrainae. Lob der Ukraine, Oppeln, 2022, première édition.
- Laudes Ucrainae. Gedichte. Würzburg: Verlag Königshausen & Neumann, 2023  (ISBN 978-3-8260-7875-0). Avec les  traductions : en allemand par Anna Elissa Radke,  en français par Alain van Dievoet (la), en polonais par Joanna Rostropowicz (pl), en espagnol par Sandra I. Ramos Maldonado (avec la collaboration de quatre étudiants) et en ukrainien par Ludmyla Shevchenko[1].